# Jagdgeschwader 72

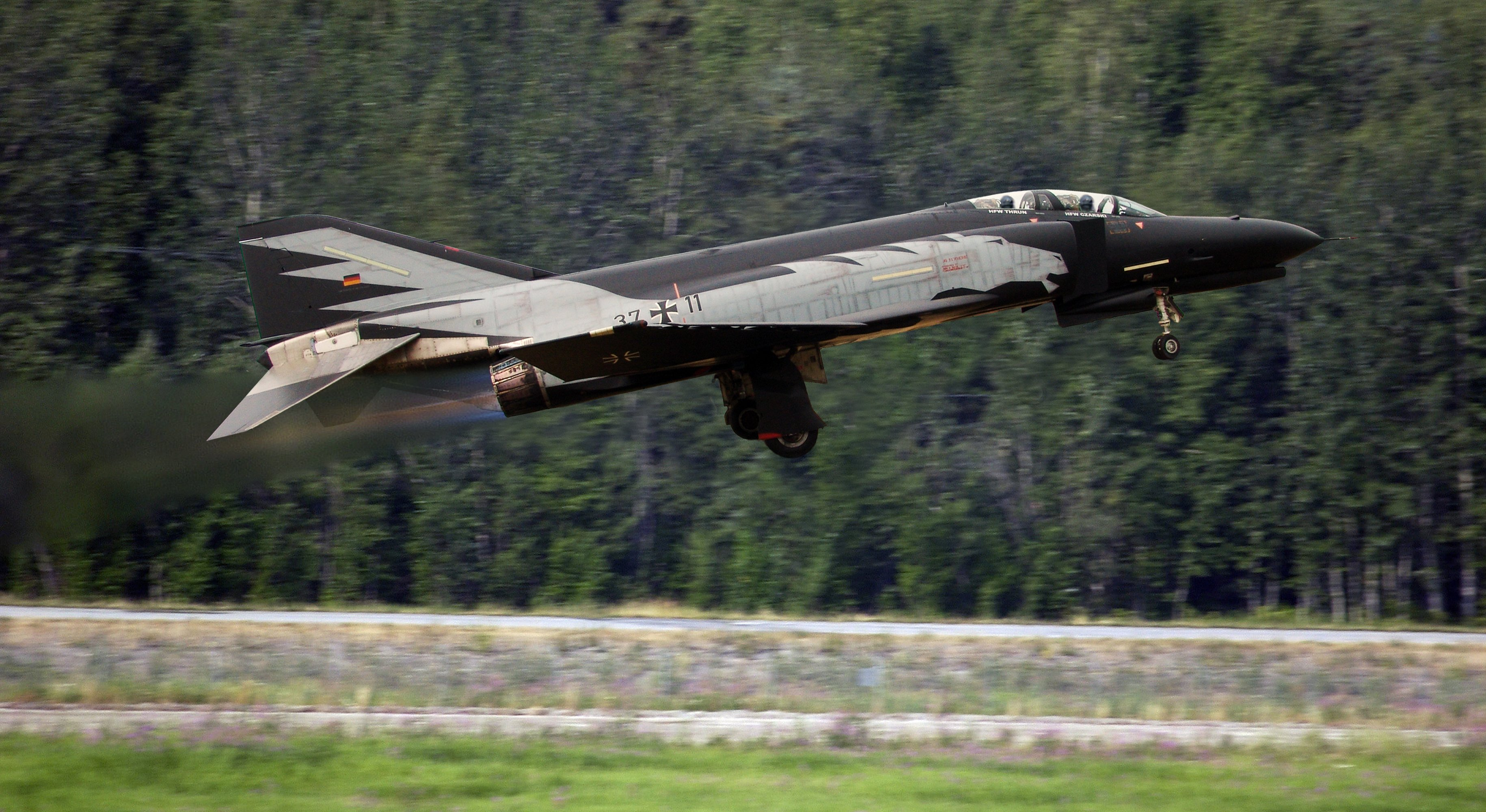

A Jagdgeschwader 72 foi uma asa de caças da Luftwaffe durante a Alemanha Nazi. Formada em agosto de 1939 em Mannheim-Sandhofen, existiu durante apenas dois meses. Em Outubro, tornou-se no 10.(N)/JG 2. Operou aviões de caça Messerschmitt Bf 109.